# Marianne Eyde
Marianne Eyde Schrøder (Tønsberg, 1949-Lima, 7 de junio de 2022) fue una politóloga, fotógrafa, documentalista y directora de cine noruego-peruana, que realizó varios cortometrajes, documentales y largometrajes con estreno en salas de cine. Reflejó, desde un enfoque antropológico y socioeconómico, diversas tradiciones y culturas andinas, además de la situación en las zonas rurales afectadas del conflicto armado interno de Perú.

## Educación y trayectoria profesional
Tras estudiar Ciencias Políticas en el Instituto de Estudios Políticos de París (1967-1969), emigró a Perú a los veinte años. En 1969, trabajó en el distrito Comas organizando actividades para jóvenes. De 1973 a 1976, siguió la carrera de Ciencias de la comunicación en la Universidad de Lima. Luego, regresó a París, donde estuvo de 1976 a 1978, tiempo en el que trabajó para la empresa de alquiler de cámaras Alga Samuelsony para la empresa fabricante de grúas Louma.  En 1978, regresó al Perú, y se licenció en 1980. Paralelamente a su formación universitaria, inició una amplia filmografía de cortometrajes y documentales: los primeros fueron de un corte más costumbrista, mientras los posteriores reflejaron un cine de enfoques antropológicos y socioeconómicos. Del 2005 al 2010, Eyde se mudó a la escuela de arte y cine Nordland en Kabelvåg, en Lofoten (Noruega), donde trabajó para Den kulturelle skolesekken (La mochila escolar cultural).

## Carrera cineasta
Se puede identificar dos etapas importantes de su filmografía documental en Perú. La primera fue de 1972 a 1977, periodo en el que trabajó para Producciones Cinematográficas del Perú, empresa a cargo de Ricardo Roca Rey, Juan Roca Rey y Fausto Valdeavellano Roca-Rey. La segunda comprende desde 1975, con la fundación de su empresa Kusi Films E.I.R.L, productora de todos sus cortos, medios y largometrajes. Durante esta segunda etapa, se encuentra la producción del documental Casire, que fue su tesis de licenciatura en la Universidad de Lima en 1980.

###### Sus primeros documentales
Algunos de sus cortometrajes son: Después me voy a mi tierra (1975), que acompaña en su recorrido diario a un grupo de lustrabotas de Puno en Lima y fue prohibido por la Junta de Supervigilancia Películas; El violinista (1977), un acercamiento al violinista Máximo Damián Huamaní, a quien José María Arguedas dedicó la novela El zorro de arriba y el zorro de abajo; Carnavales de Chimboya (1982, Puno); El Toro de don Samuel (1985, Chota) y La Historia de Ana (1989, Lima).
Su primer mediometraje fue Casire (1980), mito y realidad alrededor de la comunidad campesina de Casire o Qasiri, del distrito de Pauza, provincia de Páucar del Sara-Sara, en la región Ayacucho. Este sitio tenía renombre de ser «warmi llaqta» ('pueblo de mujeres', en quechua). Constituyó su tesis de licenciatura en la Universidad de Lima. Distribuido por la compañía Gaumont, fue transmitido por televisión en Japón y en Perú. No fue estrenado comercialmente.El guion se basó en versiones orales de mitos y creencias sobre el volcán Sara Sara, que se considera un volcán mujer y que decide la vida de la comunidad. Este volcán se consideraba en disputa con el volcán varón Coropuna. El documental muestra que, como reflejo de la disputa entre los dos volcanes, se reproducen los roles de gobierno comunal desempeñados por las mujeres, en comparación con los roles sociales de subordinación de los hombres.
Los alpaqueros de Chimboya (1983) es un mediometraje de 30 minutos, filmado con la participación de los alpaqueros de Chimboya en el distrito de Corani, provincia de Carabaya, departamento de Puno. Para su realización, usó la investigación hecha para sus cortometrajes Carnavales de Chimboya, Qhantati Oruri y La puna (1982-1983). Muestra la vida cotidiana y la ruta de la lana desde los alpaqueros hasta las grandes empresas exportadoras de la lana de alpaca en Arequipa. Recibió los premios “Red Ribbon” en el American Film Festival New York de 1984 y Concytec de 1987. Los alpaqueros de Chimboya fue transmitida por la televisión PBS en Estados Unidos y, representada por Icarus Films, logró una distribución en las universidades estadounidenses. La directora se hizo cargo del trabajo de cámara y tuvo la asesoría del antropólogo Rodrigo Montoya.

## Principales documentales

### Los ronderos
Los ronderos (1987) es su primer largometraje, inspirado y realizado conjuntamente con las rondas campesinas de la Federación Departamental de Rondas Campesinas de Chota, creadas con el propósito de defenderse contra los abigeos y las malas autoridades, en el departamento de Cajamarca.El rodaje tomó 6 semanas y toca el tema de los ronderos antes que la película La boca del lobo.
La película se estrenó a nivel nacional gracias a la Ley de Fomento e Industria del Cine N° 19231, con más de medio millón de espectadores. Fue seleccionada para participar en festivales: Festival Internacional Mannheim-Heidelberg, Tashkent Film Festival Uzbekistán y el Festival de Mujeres de Argentina. Los ronderos se financió con los ingresos de cortometrajes aprobados por la COPROCI, merecedoras de exhibición obligatoria y un préstamo del Banco Industrial del Perú.

###### Argumento
El documental se centra en la situación de desprotección de los campesinos de Pukapampa frente a los delitos ocasionados por abigeos y vándalos, e incluso el asesinato de una integrante del Comité Femenino de las Rondas. Esto era producto, por un lado, de la permisividad de la policía nacional, y, por otro lado, de la desorganización comunal. Por ello, conformaron varios grupos de rondas campesinas, que hacen la función de un sistema civil de justicia, desde la captura de los delincuentes hasta su juzgamiento en tribunales populares y su reeducación.

### La vida es una sola
El 29 de octubre de 1993, se estrenó La vida es una sola, película basada en la Comunidad Campesina de Ccachín, distrito de Lares, región de Cusco. Fue filmada entre los años 1990 y 1991. En ella, se muestra la complejidad de la experiencia de una comunidad andina con dos fuerzas en pugna, Sendero Luminoso y las Fuerzas Armadas, quienes los agreden y alteran su vida comunal de costumbres ancestrales, ritos colectivos y lugares apacibles. Se demuestra un cambio en la representación de los pobladores en comparación con películas anteriores de la directora, ya que se muestran como sujetos activos dentro del conflicto armado, que toman decisiones drásticas (enjuiciamiento, rechazo y expulsión de sus propios hijos) dentro de su comunidad.
La película tuvo una acogida favorable por parte de la crítica peruana e impulsó el reconocimiento internacional de su autora. En su recorrido por diversos festivales, entre ellos el Sundance Festival (1993), Róterdam (1994) y la IX Muestra de Cine Mexicano en Guadalajara (1994), recibió los galardones a la mejor película en Biarritz, Francia (1993) y al mejor guion en Cartagena, Colombia.
Se financió con Fondos de NORAD, Agencia Noruega de Cooperación para el Desarrollo del Gobierno Noruego, un préstamo de ICCO, Organización Intereclesiástica para Cooperación al Desarrollo de los Países Bajos, el apoyo de APRODEH y una estadía para el montaje en el Departamento de Cine de la Universidad de los Andes (ULA, Venezuela). Fue distribuida por Film Transit (Canadá) y por Latin American Video Archives (LAVA, Nueva York, E.E. U.U.).

###### Argumento
La comunidad campesina de Rayopampa recibe, en época de carnavales de 1983, la visita de un supuesto grupo de estudiantes universitarios, que quiere estudiar sus costumbres. Sin embargo, en realidad, son militantes de Sendero Luminoso. La vinculación afectiva de una comunera, Florinda (protagonizada por la actriz cusqueña Milagros del Carpio), con uno de los militantes, Aurelio, la obliga a realizar el denominado "bautismo de sangre", que consistía en ejecutar, primero, a un perro y, luego, a un dirigente comunal.
Este proceso genera que el lugar se considere una "zona liberada", por lo que se asignó un equipo de las Fuerzas Armadas. No obstante, estos militares eran dirigidos por un jefe desequilibrado, cuyo apodo era El Tigre (protagonizado por Aristóteles Picho). Las luchas entre ambos bandos obligan a que la comunidad migre y desaparezca, o que sus habitantes sean asesinados o reclutados por los terroristas. Finalmente, Florinda decide huir hacia las montañas.

###### Controversia sobre su proyección en Perú
Sin embargo, la película, a pesar de haber sido considerada por los críticos de cine como una de las mejores películas sobre un tema andino que se producirá en el Perú desde 1972, resultó ser mucho más controvertida. Se presentó al COPROCI -Consejo Nacional de Cinematografía- a fines de 1992. No quisieron aprobar la película para la exhibición obligatoria. Pocos días después se derogó la Ley 19321 en diciembre de 1992 por el gobierno de Alberto Fujimori, por lo que ya no existían los derechos a la exhibición obligatoria de la COPROCI. Sin embargo, seguía vigente la clasificación de la "Junta de Supervigilancia de Películas" para las edades. La Junta demoró su pronunciamiento sobre el trámite, por lo que se inició otros trámites administrativos para obligar a la Junta a dar una respuesta. Apoyaron los Cineastas de SOCINE, entre ellos, Armando Robles Godoy, María Ruiz, María Barea, Federico García y Pilar Roca.
Por otro lado, Federico García y Pilar Roca llevaron un video de la película al Festival de Viña del Mar. Luego de ello, el colombiano Ramiro Puerta, gran impulsor del cine latinoamericano, organizó y logró financiar una copia subtitulada que inició un recorrido por más de 100 festivales, entre ellos el Sundance Festival (1993), el de Róterdam (1994) y la IX Muestra de Cine Mexicano en Guadalajara (1994). Recibió los galardones a la mejor película en el Festival de Biarritz, Francia (1993) y el Premio India Catalina al mejor guion en Cartagena, Colombia (1993). Asimismo, el crítico peruano Isaac León impulsó la participación de la película en el Festival de Huelva (1992).
El reconocimiento internacional de su autora impulsó a una acogida más favorable de la crítica peruana, así como dos entrevistas memorables, la de Zoraida Arias a Marianne Eyde y Alonso Alegría en Radio Programas del Perú (RPP) y un artículo de Patricia Marín en el diario La República. El conjunto aumentó la presión para acelerar el trámite frente a la Junta de Supervigilancia de Películas. Después de casi un año se logró la clasificación de la Junta como película apta para mayores de 18 años.
Conseguida la clasificación, faltaba las salas de estreno. Luis Sarlui, dueño del Cine Metro, tomó la decisión de no hacer caso a las opiniones contrarias y apoyar el estreno en sala de la película. Una vez el Cine Metro estuvo asegurado, la distribuidora Eugenia Sabroso logró convencer a unos pocos cines más. La película se estrenó en el centro de Lima y luego tuvo un recorrido por todas las provincias. Fue transmitida también por la televisión internacional en Canal Sur España, Turquía, Alemania, Austria y Canadá.

### La carnada
La carnada (1999) trata de la complejidad de los sentimientos en una pequeña caleta de pescadores en el norte del Perú. Filmado en las caletas de San José en Lambayeque y El Ñuro en Paita (Piura), en pleno fenómeno de El Niño y durante la epidemia de cólera, que hicieron estragos en el norte del Perú. Sus protagonistas fueron Mónica Sánchez, Gabriela Velásquez y Miguel Medina.
El proyecto mereció un apoyo especial de Hubert Bals Fund durante la Conferencia de Productores Latino Americanos, Cuba, en 1996. En el CineMart (Mercado de Productores de Róterdam) logró la coproducción con la televisión cultural ZDF Arte (Alemania-Francia). Teniendo asegurado una coproducción internacional, ganó el segundo premio del Consejo Nacional de Cinematografía (CONACINE) en 1997. También, ganó el premio a la mejor fotografía en el Festival del Nuevo Cine Latinoamericano de La Habana, Cuba (1999).
Distribuida por Brussels Ave, participó en varios festivales: Festival de Cine de Lima (1999), Festival de La Habana (Cuba, 1999), Festival de Róterdam (Países Bajos), Festival de Mannheim (Alemania), Festival de’Amiens (Francia), Festival Internacional de Cine de Mujeres de Créteil (Francia) y Chicago Latino Film Festival (USA).
Se estrenó en los cines en el Perú y fue transmitida varias veces por ARTE televisión en Alemania, Austria, Francia y Portugal.

### Coca Mama
En 2004, estrenó Coca Mama, filmada en el centro poblado de Villa Mejorada, Valle del río Apurímac, Ayacucho. En esta película de ficción, una joven comerciante busca su suerte en una de las cuencas cocaleras más importantes del Perú, siendo así una introducción a la vida cotidiana de los cocaleros. 
El proyecto recibió el apoyo al desarrollo del proyecto de IBERMEDIA 2002 y participó en el Screenwriters Lab del Sundance Institute y la Fundación Carmen Toscano en Oaxaca 2002. Fue seleccionado entre los semifinalistas latinoamericanos del premio NHK/Sundance International Filmmakers Award 2002 y recibió apoyo a la posproducción de Fonds Sud Cinéma del Ministerio de Relaciones Exteriores de Francia en 2003. 
Participó en festivales en Estados Unidos, como Chicago Latino, y en Film fra Sør (Noruega), entre otros.

### La cuna del bacalao
En 2004, Marianne Eyde regresó a Noruega y se radicó varios años en las Islas Lofoten, encima del círculo polar. En 2008, estrenó La cuna del bacalao (Bare Vær), sobre la vida cotidiana de Henningsvær, una sociedad en transición situada en una de las Islas Lofoten. La película tuvo el apoyo del Consejo de Cine del Norte de Noruega (Nordnorsk Filmsenter, NNFS) y fue seleccionada para varios festivales tales como el Festival Internacional de Cine de Tromsø (TIFF), Panorama at Nordic Film Festival (Francia) y Sami Film Festival Kautokeino (Noruega).

### Dibujando memorias
En 2015, estrenó Dibujando memorias, un documental filmado en la comunidad campesina de Sacsamarca, Huancavelica. En la película, quienes fueron niños durante el conflicto armado interno en el Perú (1980-2000), con lápices, pinceles, colores, papeles y lienzos, dibujan y pintan con sus hijos, forjando la memoria colectiva de los años de violencia que vivieron sus comunidades, en un relato que desvanece los miedos que los tenían atados y comparte sus sueños para el futuro. 
Dibujando memorias fue parte de la Competencia Oficial Documental del Festival de Cine de Lima de 2015. En 2016 obtuvo el premio "Merit in Film" del LASA Film Festival, Mención especial en la tercera edición del Festival Internacional de Cine de Derechos Humanos (Colombia), Premio al mejor documental en el Festival International de Cinema et de Mémoire Commune en Nador, Marruecos, entre otros. En 2019, la película fue transmitida por TV Perú.
Es así que las cintas de Marianne Eyde se ubican como unas de las manifestaciones de denuncia política más destacadas en el panorama del cine peruano contemporáneo.

## Filmografía
- 2015 Dibujando memorias[25] (mediometraje) - Duración: 52 minutos
- 2008 La cuna del bacalao (Bare Vær) - Duración: 52 minutos
- 2004 Coca Mama (largometraje)[9] - Duración: 75 minutos
- 1999 La carnada (largometraje)[9] - Duración: 104 minutos
- 1993 La vida es una sola (largometraje)[9]- Duración: 84 minutos[26]
- 1989 La historia de Ana (cortometraje)
- 1987 Los ronderos  (largometraje) - Duración: 79 minutos
- 1985 El toro de don Samuel (cortometraje)
- 1985 Asunción (cortometraje)
- 1985 Macaneo (cortometraje)
- 1983 Alpaqueros de Chimboya (mediometraje) - Duración: 30 minutos
- 1983 La puna (cortometraje)
- 1982 Carnavales de Chimboya (cortometraje)[9]
- 1982 Qhantati Oruri. El diálogo musical (cortometraje)[9]
- 1980 Casire (mediometraje) - Duración: 58 minutos
- 1977 Después me voy a mi tierra (cortometraje)[9]
- 1977 El violinista (cortometraje)[9]

Filmografía realizada en Producciones Cinematográficas del Perú S.A. (Ricardo y Juan Roca Rey, y Fausto Valdeavellano)
- 1977 Ingenio y naturaleza (cortometraje)
- 1976 Motilones lamistas (cortometraje) - Duración: 10 minutos[4]
- 1973 Mamacha Cocharcas de Sapallanga (cortometraje) - Duración: 10 minutos[4]
- 1973 La Fiesta del Agua (cortometraje) - Duración: 10 minutos[4]
- 1973 Los doce pares de Francia (cortometraje)[10]
- 1972 Carlo Magno en los Andes (cortometraje) - Duración: 10 minutos[4]